# U880

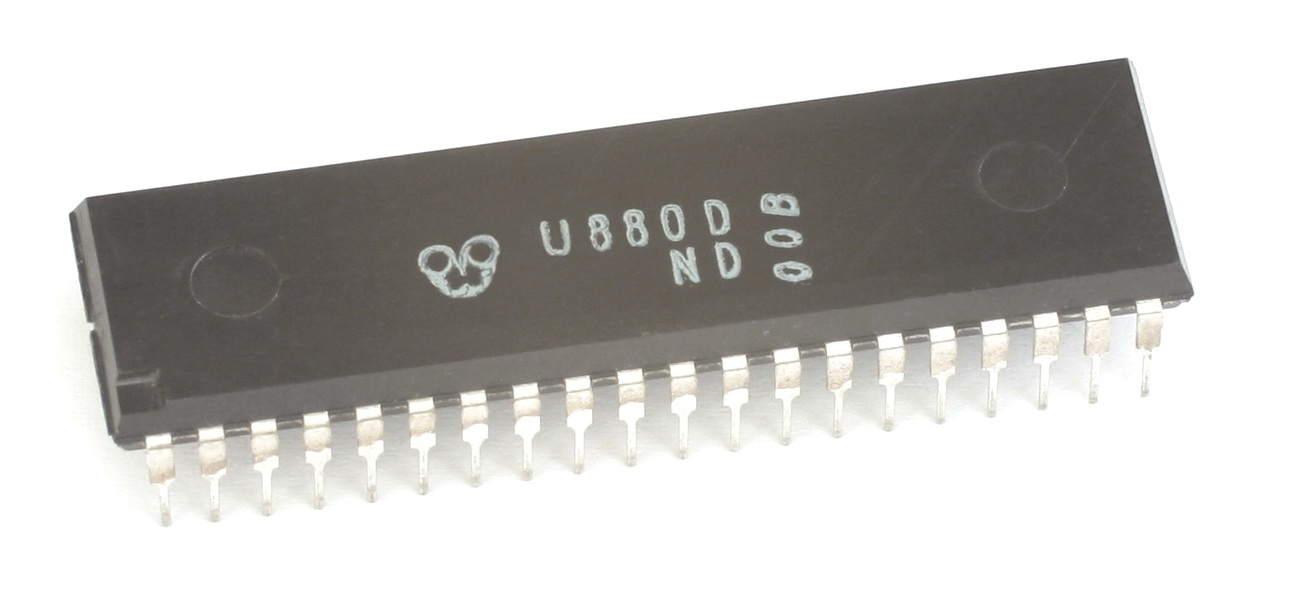
CPU U880D (in seguito chiamato UB880).

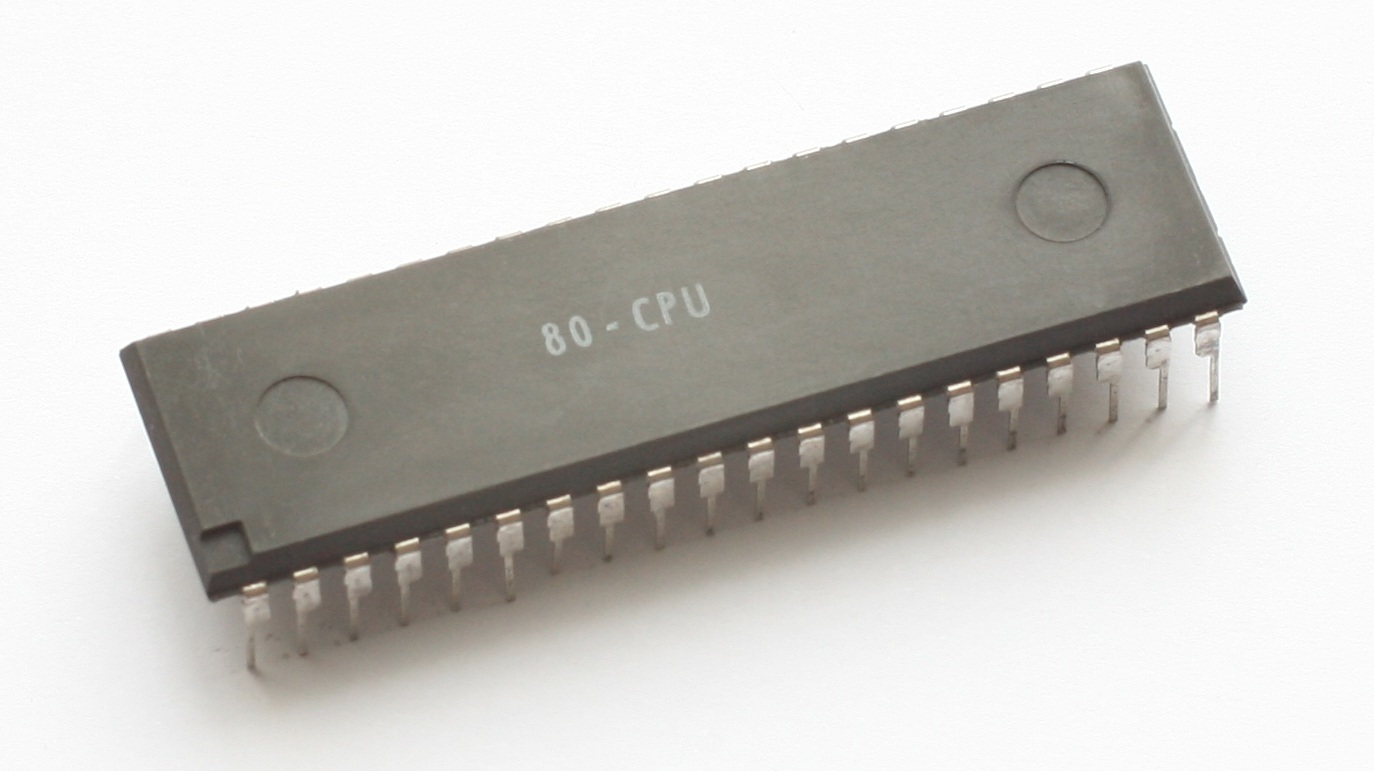
KME 80-CPU (UB880).

L'U880 è un microprocessore a 8-bit, clone dello Zilog Z80, prodotto dalla VEB Mikroelektronik "Karl Marx" di Erfurt nella Repubblica Democratica Tedesca. È realizzato con tecnologia NMOS con package DIL40.
La Cpu U880 è stata impiegata tra il 1985 ed il 1989 in vari home computer come i KC 85/2, KC 85/3 e KC 85/4 prodotti dalla VEB Mikroelektronik, nel modello Robotron Z1013 prodotto dalla Robotron Riesa e nel Robotron modello 1715. È stato inoltre impiegato in altri computer sia ad uso ufficio che domestico.
L'U880 è una copia dello Zilog Z80 e rispetto a quest'ultimo sono presenti solo piccole differenze.
Il microprocessore Russo КР1858ВМ1 condivide a sua volta la logica di funzionamento del U880.
La variante del processore UB880 corrisponde al modello originale dello Z80, il modello UA880 corrisponde alla Cpu Z80A  ed il modello VB880 corrisponde alla versione dello Z80 con range di temperatura di funzionamento estesa (-25 °C to +85 °C). 
Sono state inoltre prodotti anche i chip delle periferiche Zilog come i chip PIO (U 855), SIO (U 856), CTC (U 857), DMA (direct memory access) (U 858) e DART (U 8563).